# छ
Cette page contient des caractères spéciaux ou non latins. S’ils s’affichent mal (▯, ?, etc.), consultez la page d’aide Unicode.
छ, appelé tchha et transcrit ch, est une consonne de l’alphasyllabaire devanagari.

## Représentations informatiques
Ses Unicode sont :
| formes | représentations | chaînes de caractères | points de code | descriptions                                       |
| ------ | --------------- | --------------------- | -------------- | -------------------------------------------------- |
| pleine | छ               | छ                     | U+091B         | lettre devanagari tchha                            |
| morte  | छ्               | छ◌्                    | U+091B U+094D  | lettre devanagari tchha, symbole devanagari virama |